# Ramon I Trencavell
Ramon I Trencavell (? - Besiers, 15 d'octubre de 1167) va ser vescomte de Besiers del 1129 al 1167, d'Agde del 1129 al 1150, i de Carcassona i d'Albi del 1150 al 1167. Era fill. de Bernat Ató IV Trencavell, vescomte d'Agde, Albi, Besiers, Carcassona i Nimes, i Cecíla de Provença.

## Biografia
A la mort del seu pare, va compartir-ne els vescomtats amb els seus germans i va rebre Besiers i Agde. Va ser un opositor decidit d'Alfons Jordà, comte de Tolosa, i el 1143 va participar en la coalició de senyors occitans destinada a expulsar-lo de Narbona. El 1150, el seu germà gran Roger va morir i va heretar Carcassona, Albi i Rasès; a canvi va cedir Agde al seu germà petit Bernat Ató V. El novembre del mateix any va fer un tractat amb Ramon Berenguer IV de Barcelona pel qual va jurar-li fidelitat i va acceptar detenir Carcassona, Rasès i Lautrec com a vassalls del Barcelona.
Va fer diverses incursions contra el comtat de Tolosa, però va ser capturat el 10 d'octubre de 1153. No va ser alliberat fins que es va pagar un rescat de tres mil marcs de plata. Encara que Guillem de Newburgh afirmés que Ramon va ser privat de les seves terres pel comte de Tolosa, les proves de la carta de 1155 a 1157 indiquen que no va perdre cap possessió important.
El 1162 va morir el comte Ramon Berenguer IV de Barcelona i el seu fill Alfons, rei d'Aragó, va reclamar la ciutat de Carcassona. Aquest fet va obligar a Ramon I Trencavell a apropar-se al comte Ramon V de Tolosa i a signar-hi un tractat d'aliança.
L'agost de 1167 va acudir en ajuda del seu nebot Bernat Ató VI, vescomte de Nimes, amenaçat pel rei d'Aragó. En el moment de la sortida, es va produir un incident entre un dels seus soldats i un ciutadà de Besiers. Ramon, sota la pressió del seu exèrcit que amenaçava de desertar, va castigar els burgesos. El 15 d'octubre de 1167 fou assassinat pels burgesos de la ciutat, mentre es trobava a l'església de la Magdalena.
La mort de Ramon possiblement és el tema del poema Quascus plor' e planh son dampnatge de Guillem Augier Novella. La seva mort està registrada per cronistes tan diversos com Guillem de Newburgh, Robert de Torigny, Gaufred de Vigeois i Pere de Vaux-de-Cernay. La crònica de Newburgh, però, es refereix a ell com a "Guillem" i, per tant, no es pot considerar completament fiable, encara que els detalls que envolten la seva mort estan en gran part corroborats.

## Núpcies i descendència
Es casa en primeres núpcies amb una tal Adelaida, de la qual només se'n coneix el nom. Amb ella hi va tenir tres filles:
- Cecília, casada el 1151 amb Roger Bernat I (mort el 1188), comte de Foix;
- Beatriu, casada després de 1176 amb el futur Ramon VI, comte de Tolosa, i repudiada el 1193;
- Adelaida, casada amb el vescomte Sicard V de Lautrec.

Vidu, es va tornar a casar amb una Saura, amb qui va tenir dos fills:
- Roger II (mort el 1194), vescomte de Béziers, Carcassona i Albi;
- Ramon Trencavell.